# Paul Émile de Puydt

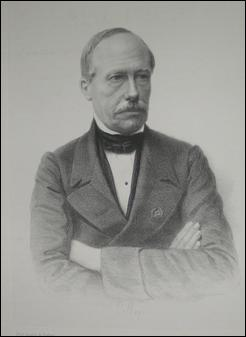
Paul Émile de Puydt

Paul Émile de Puydt (Bergen, 6 maart 1810 - Bergen, 28 mei 1891) was een Belgisch schrijver die ook een belangrijke bijdrage leverde in economie en botanie.

## Werk als botanicus
Hij schreef als botanicus over orchideeën.
De standaardafkorting van zijn naam in botanische werken is 'De Puydt'.

## De econoom
Als politiek econoom is hij vooral bekend om de uitvinding van de term panarchie.
- Bibliothèque nationale de France: cb169938548 (data)
- Author citation (botany): De Puydt
- Gemeinsame Normdatei: 1055360999
- International Standard Name Identifier: 0000 0000 6664 853X
- Library of Congress Control Number: nr89001782
- Système universitaire de documentation: 080591876
- Virtual International Authority File: 404356
- WorldCat: E39PBJwmTtGH7tCm3Xkp4Gy68C